# 자반고등어 (2000년 영화)
자반 고등어(자반고등어: In The Jungle)는 한국에서 제작된 김용화 감독의 2000년 영화이다. 오용오 등이 주연으로 출연하였다.

## 출연
- 오용오
- 최대훈